# Doellingeria scabra
Doellingeria scabra là một loài thực vật có hoa trong họ Cúc. Loài này được (Thunb.) Nees mô tả khoa học đầu tiên năm 1832.